# Sandkull-Annas stuga
Sandkull-Annas stuga är ett byggnadsminne utanför Visby på Gotland. Huset är uppfört av återanvänt bulhusvirke omkring 1878. Väggarna var redan från början reveterade. Ytterdörren leder direkt in i stugans enda bostadsrum, med en öppen spis i ett hörn. En mindre dörr leder in till det lilla köket, med härd och bakugn. Byggnaden restaurerades under 1980-talets andra hälft. I 1990-talets början tillkom en liten förstukvist.
Till fastigheten hör några rödfärgade små bodar med papptak. Stugan är idag hembygdsmuseum och vårdas av Väskinde hembygdsförening.
Stugan är uppkallad efter sin sista invånare, Anna Johansson. Hon bodde här under mycket enkla förhållanden ända fram till 1978. När hon var ung bodde sex personer ur tre generationer utan vatten och el i stugan. 